# مک‌گراث (آلاسکا)
مک‌گراث (به انگلیسی: McGrath) شهری در ناحیه سرشماری یوکان-کویوکوک ایالت آلاسکا است که جمعیت آن در سرشماری سال ۲۰۰۰ میلادی ۴۰۱ نفر بوده‌است.